# フォアクロス
株式会社フォアクロス（英: forecross.co.,ltd）は、東京都港区に本社を置く映像翻訳・映像制作会社。
映画や海外ドラマ、ドキュメンタリー、エクササイズ番組の吹き替え版や字幕翻訳制作、その逆の日本の映画や番組の英語版、中国語版、韓国語版など各国語の字幕吹き替え、企業紹介DVDや商品ＰＲ映像などの制作を手がけている。対応言語数は幅広く、アジア言語や欧州言語など、英語圏以外の翻訳制作作品も多い。
日本音声製作者連盟正会員。

## 沿革
- 2004年 ポストプロダクションから分社独立
- 2005年
  - 映像翻訳者養成講座を開始
  - 中国語、韓国語、ロシア語版など外国語版製作業務を拡大
- 2006年 年間製作作品数300タイトルを突破
- 2007年
  - 企業ビデオなどの映像製作業務を開始
  - 世界のドキュメンタリー担当作品にてNHK局長賞受賞
- 2008年 政府広報アニメ、テレビCM、聴覚障害者向け字幕など取り扱い媒体を拡大
- 2010年 DVD販売事業を開始、本社を現在地に移転
- 2012年 映像制作事業を拡大

## 役員構成
- 代表取締役　江頭京子（紙岡京子）
- 取締役　新井有美

## 主な翻訳制作作品

### 放送
- NHK-BS世界のドキュメンタリー（レギュラー）
- BS11 地球いきもの大図鑑[2]
- ロマンスタウン
- 松嶋×町山 未公開映画を観るTV（字幕パート）
- オックスフォードミステリー・ルイス警部
- 警察医ブレイク
- Autopsy 検死報告書
- マーチランド
- ライトフィールド
- エアフォースワン　～アメリカ大統領専用機～
- 新・第一容疑者
- ヴェラ～信念の女警部
- ワインめぐりの旅
- タイムレス
- ヨーロッパ世界遺産の旅
- チェイス～恋はあせらず
- 背信・真実の愛
- アジアの神秘
- 本当にあった恐怖体験劇場
- 武林生還

### 映画
- マッハ!シリーズ
- Staek Revolution
- チェ・ゲバラ
- 最も危険な愛し方
- 私はロランス
- 胸騒ぎの恋人
- happy　-しあわせを探すあなたへ
- ガーフィールド・ザ・ヒーロー 3D
- サミーとシェリー
- モンサントの不自然な食べもの
- 世界が食べられなくなる日
- セレステ&ジェシー
- フィルス
- ドン・キホーテ完全版
- イメルダ
- 娼婦とクジラ
- プレスリーVSミイラ男
- 愛とセックスとセレブリティ
- 少林キョンシー
- 風雲!格闘王
- 自転車泥棒

### DVD・配信
- シャーロック・ホームズの冒険
- SUPERBOOK
- ハッピー・トゥゲザー
- モーツァルト・イン・ジャングル
- ドクター・クイン
- お願い!キャプテン
- グッバイ・マヌル
- 広島国際アートアニメーション映画祭
- おばけのラーバン
- モーセの十戒
- イエスと二人のマリア
- ゲームの達人
- メグ・ライアンのホロコースト
- ザ・ローマ　帝国の興亡
- 夜心萬萬
- Alive 奇跡の生還者達
- ラブ・オブ・ヴィーナス
- 新・驚異の世界

### 外国語版
- 東京大学医学部附属病院紹介
- 外務省広報アニメ めぐみ[3]
- ドキュメンタリー映画 蘇る玉虫厨子
- パナソニックCM
- 政府インターネットTV
- 長野県警キャンペーンDVD
- 冬季五輪　TV-CM
- 観光PR映像多数（英語・中国語・韓国語・各国語版）